# Йозеф Фолтман
Йозеф Фолтман (на немски: Josef Folttmann) е немски офицер, служил по време на Първата и Втората световна война.

## Биография

### Ранен живот и Първа световна война (1914 – 1918)
Йозеф Фолтман е роден на 18 януари 1887 г. в Бреслау, Германска империя. Присъединява се към армията и през 1907 г. става офицерска кадет от пехотата, а през следващата година е произведен в лейтенант. Участва в Първата световна война и след края ѝ продължава военната си кариера в Райхсвера.

### Междувоенен период
Към 1935 г. командва пехотен полк.

### Втора световна война (1939 – 1945)
В началото на Втората световна война командва 256-а пехотна дивизия, а на 19 януари 1940 г. му е поверена 164-та пехотна дивизия. На 1 януари 1942 г. става командир на дивизия „Крит“, между 18 юли и 10 септември на 164-та лека дивизия, а на 10 ноември 1942 г. на 338-а пехотна дивизия. В периода 19 януари 1944 г. и 7 април 1945 г. служи в „Зондерщаб II“ (на немски: Zonderstab II) към ОКХ.

### Пленяване и смърт
Пленен е от американците на 30 април 1945 г. и освободен на 9 септември 1947 г. Умира на 11 април 1958 г. в Аахен, Германия.

## Военна декорация
- Германски орден „Железен кръст“ (1914) – II (10 септември 1914) и I степен (24 декември 1915)
- Хамбургски орден „Ханзейски кръст“ (?)
- Германско отличие „За заслуга във Вермахта“ (?) – IV I степен (?)
- Сребърни пластинки към ордена Железен кръст (?) – II (?) и I степен (?)
- Орден „Германски кръст“ (1944) – сребърен (10 март 1944)}